# Белослюдцева, Виктория Владимировна
Виктория Владимировна Белослюдцева (род.9 января 1972 года) -  
казахстанская лучница,
мастер спорта Республики Казахстан международного класса.

## Биография
В.В. Белослюдцева начала заниматься стрельбой из лука в Алма-Ате.
В 2004 году была участницей Олимпийских Игр в Афинах, где заняла 26 место.
В настоящее время живёт и тренируется в Таиланде.
На Кубке мира 2012 года в Сингапуре выиграла "бронзу".